# Battlefield: Bad Company
Battlefield: Bad Company je střílečka z pohledu první osoby z roku 2008, kterou vyvinulo studio DICE a vydala společnost Electronic Arts. Byla vydána pro PlayStation 3 a Xbox 360. Hra je součástí série Battlefield.

## Hratelnost
Hra klade důraz na boj ve skupinách, zároveň se v soubojích objevují bojová vozidla. Videohra zároveň obsahuje rozsáhlý multiplayer, stejně jako v předchozích dílech. Společnost DICE ve hře debutovala s herním enginem Frostbite, který vyvinula. Umožňuje vysoce zničitelné prostředí, například možnost prorážet zdi domů. Tento engine byl od té doby aktualizován a použit v ostatních hrách.
Videohra získala převážně kladné hodnocení, které chválily humor příběhu a technické aspekty, jako je zvuk, atmosféra a herní engine.

## Synopse
Příběh hry sleduje hlavního hrdinu vojína Prestona Marlowea, který se svou jednotkou snaží ukrást zlato žoldákům uprostřed války mezi Spojenými státy a Ruskem.

## Vydání
Zatímco většina předchozích dílů byla většinou vydána pro počítače, Bad Company byla první hrou vyvinutou pro konzole a obsahující plnohodnotnou kampaň pro jednoho hráče.

## Pokračování
Pokračování, Battlefield: Bad Company 2, bylo vydáno v roce 2010.